# Jeg gi'r en omgang hvis du gi'r to
Jeg gi'r en omgang hvis du gi'r to er Humleriddernes debutalbum fra 1995. I april 1996 blev den udgivet med ekstra bonusnummere.

## Trackliste
1. "Humletid"
2. "Backgammon"
3. "Malerhjerne"
4. "Bella"
5. "Fejdens Værd"
6. "Voksentime"
7. "Thompson"
8. "Saxen"
9. "Få Hvad Du Kan Ta'"
10. "Når Alt Bli'r Sort"
11. "Trommeboxen"
12. "Sayonara"
13. "Lejrbålet"
14. "Naiv"
15. "110"
16. "Udgang"

### 1996 Bonusversion
1. "Sommerklar"
2. "Babber Gren"
3. "Humle Bringer Hyggen"